# Laurent Pernot (helléniste)
Pour les articles homonymes, voir Laurent Pernot et Pernot.
Laurent Pernot, né le 10 juillet 1955 à Saumur, est un universitaire et historien français, spécialiste de la rhétorique grecque antique. En 2025, il est nommé Chevalier de l'ordre national de la Légion d'honneur.

## Biographie
Élève de l’École normale supérieure entre 1973 et 1978, agrégé de lettres classiques  en 1976, pensionnaire de la Fondation Thiers entre 1978 et 1981, il est docteur de 3ème cycle de l'université Paris IV en 1979,. 
De 1981 à 1990, il est maître de conférences à l'université Jean-Moulin-Lyon-III, puis à École normale supérieure entre 1990 et 1994. En 1992, il soutient à l'université Paris IV sa thèse de doctorat d'État,.
Professeur à l’université de Strasbourg depuis 1994, il y est directeur de l'Institut de grec et fondateur du Centre d'analyse des rhétoriques religieuses de l'Antiquité,.
Président de la section d’Alsace de l’Association Guillaume-Budé (1995-1996) et de l’International Society for the History of Rhetoric, il est membre du conseil national des universités (8e section) entre 1993 et 2015, du centre national du livre (1995-1999), du conseil scientifique de l’université de Strasbourg (1998-2002), du conseil d’administration de la Bibliothèque nationale (2002-2010) et l'Institut universitaire de France (2015-2020),. Il est également membre d’honneur de la société internationale pour l’étude de la rhétorique biblique et sémitique, de l’Association des études grecques et du cercle Gutenberg,.
Associé étranger de l’Institut italien des sciences humaines (it) et de la Société nationale des sciences, des lettres et des arts de Naples (it), il est membre du comité éditorial de plusieurs revues académiques dont Rhetorica, Atene & Roma, Koinonia et Ktèma .
Correspondant français de l’Académie des inscriptions et belles-lettres depuis 2006, il est élu le 19 octobre 2012 comme membre de cette Académie, au fauteuil de Louis Bazin.
Professeur invité dans plusieurs universités américaines et européennes, ses recherches portent sur la rhétorique (seconde Sophistique) dans la Grèce antique,.

## Principales publications

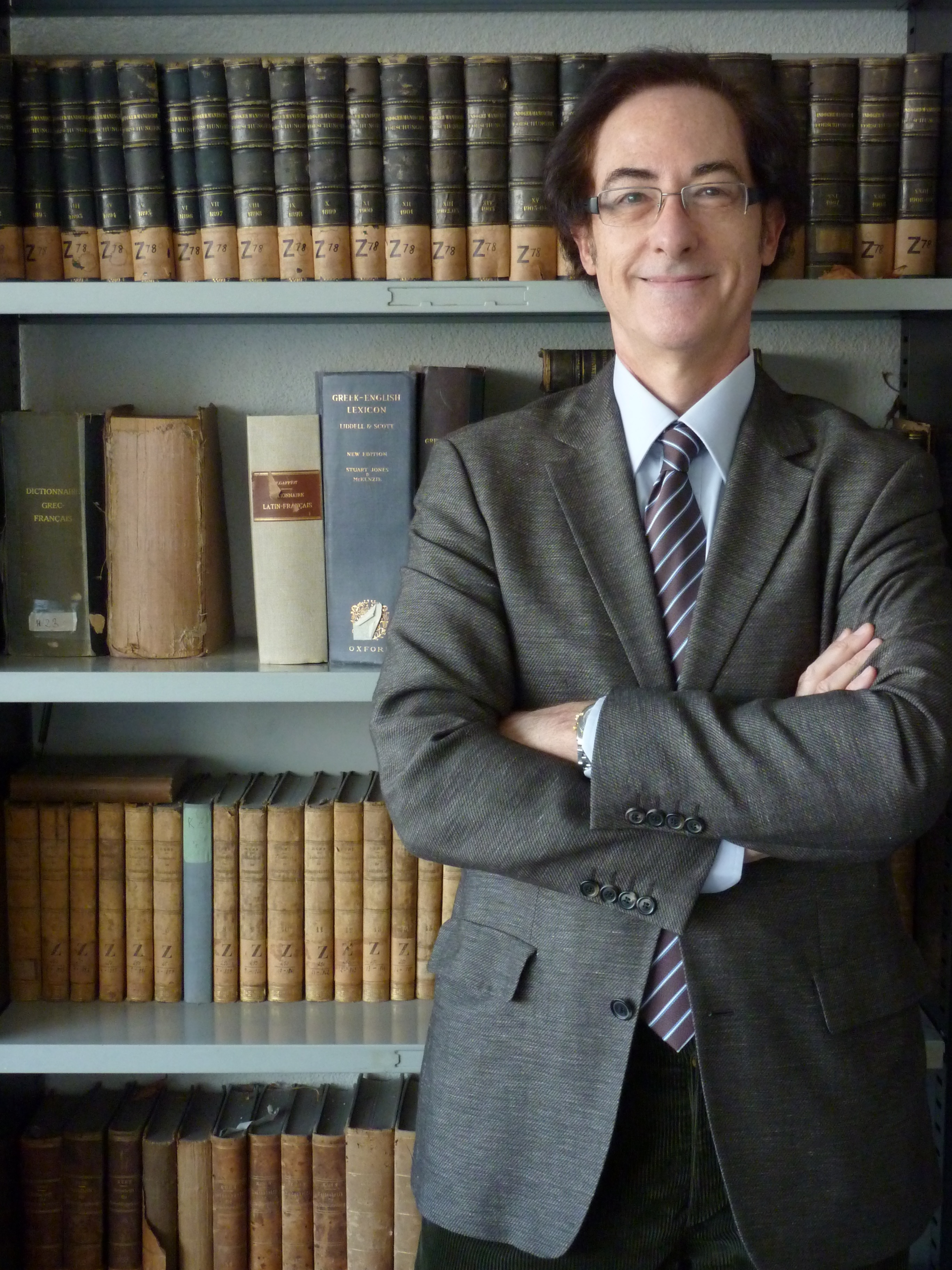
Laurent Pernot en 2011.

- Les Discours Siciliens d’Aelius Aristide, New York, Arno Press, 1981[5].
- La rhétorique de l’éloge dans le monde gréco-romain, Paris, Institut des Études augustiniennes, 1993[6].
- Éloges grecs de Rome, Paris, Les Belles Lettres, 1997[7].
- Dire l'évidence [sous la dir. de], Paris, L'Harmattan, 1997.
- La Rhétorique dans l'Antiquité, Paris, Librairie Générale Française, coll. « Le Livre de poche / Antiquité », 2000[8].  (ISBN 2-253-90553-4)
- Actualité de la rhétorique [sous la dir. de], Paris, Klincksieck, 2002.
- L’Ombre du Tigre. Recherches sur la Réception de Démosthène, Naples,  D’Auria, 2006[9].
- À l’école des anciens. Professeurs, élèves et étudiants (précédé d’un entretien avec Jacqueline de Romilly), Paris, Les Belles Lettres, 2008[10].
- New Chapters in the History of Rhetoric, Leiden-Boston, Brill, 2009[11].
- La rhétorique des arts, Paris, Presses universitaires de France, 2011[12].
- Alexandre le Grand, les risques du pouvoir. Textes philosophiques et rhétoriques, Paris, Les Belles Lettres, 2013[13].
- Charmer, convaincre : la rhétorique dans l'histoire [sous la dir. de], Paris, De Boccard, 2014.

- Epideictic Rhetoric. Questioning the Stakes of Ancient Praise, Austin, University of Texas Press, 2015[14].
- Aelius Aristide écrivain [sous la dir. de], Turnhout, Brepols, 2016.
- L'art du sous-entendu. Histoire, théorie, mode d'emploi, Paris, Fayard, 2018[15].
- Confluences de la philosophie et de la rhétorique grecques, Paris, Vrin, 2022[16].
- La fièvre des urnes. 2500 ans de passions électorales, Paris, Éditions de l’Observatoire, 2022[17],[18].
- Aelius Aristide, En l'honneur de Rome (Discours 26), Paris, Les Belles Lettres, 2025.

## Distinctions

### Décorations
- Chevalier de la Légion d'honneur (2025)[19],[20].

- Chevalier de l'ordre national du Mérite (2014)[1],[21].
- Chevalier de l'ordre des Palmes académiques (2023)[1],[22].

### Récompenses
- Docteur honoris causa de l'université d'Ioánnina (2019)[1].